# Sotho du Nord
 (avril 2019).
Si vous disposez d'ouvrages ou d'articles de référence ou si vous connaissez des sites web de qualité traitant du thème abordé ici, merci de compléter l'article en donnant les références utiles à sa vérifiabilité et en les liant à la section « Notes et références ».
Le sotho du Nord (Sesotho sa Leboa en sotho du Nord ou sotho du Transvaal), est l'une des langues officielles d'Afrique du Sud et est parlé par les Basotho, principalement dans les provinces de Gauteng, Limpopo et Mpumalanga.

## Classification
Le sotho du Nord appartient au groupe des langues bantoues, lui-même membre de la famille des langues nigéro-congolaises. Il est proche du tswana et du sotho du Sud (sesotho). Il ne constitue pas une langue unique, mais un continuum de parlers étroitement apparentés, parmi lequel le sepedi (ou pedi), parlé par les Pedi est le plus important.

## Écriture
Une nouvelle orthographe est adoptée en 1930 et est révisée en 1950.
| a | b | d | e | ê | f | g | h | i | j | k | l | m | n | o | ô | p | r | s | š | t | u | w | x | y |